# Ikkevold (tidsskrift)
Ikkevold er et månedlig norsk tidsskrift om ikke-vold fredsarbejde og pacifisme. Det bliver udgivet af Folkereisning mot krig (FMK) og udkom første gang i 1968. I dag findes der også en internetudgave af bladet.

## Links
- Ikkevolds internetudgave